# Sanktuarium Matki Bożej Domaniewickiej Pocieszycielki Strapionych
Sanktuarium Matki Bożej Domaniewickiej Pocieszycielki Strapionych i Pięknej Miłości – sanktuarium w Domaniewicach ustanowione w 1975 roku przez kardynała Stefana Wyszyńskiego należące do miejscowej parafii św. Bartłomieja Apostoła. 
Sanktuarium znajduje się w zabytkowej wczesnobarokowej kaplicy z lat 1631–33, ufundowanej przez Jakuba i Wojciecha Celestów, mieszczan krakowskich. Kaplicę poświęcił 15 października 1633 roku prymas Polski i Litwy Jan Wężyk. Wewnątrz stoją zabytkowe organy i prospekt organowy w kształcie orła w koronie z rozłożonymi skrzydłami z 1759 roku. W ołtarzu głównym znajduje się obraz Najświętszej Marii Panny. 
Przy sanktuarium znajduje się plac pielgrzymkowy, na którym stoi pomnik kardynała Stefana Wyszyńskiego.

## Galeria

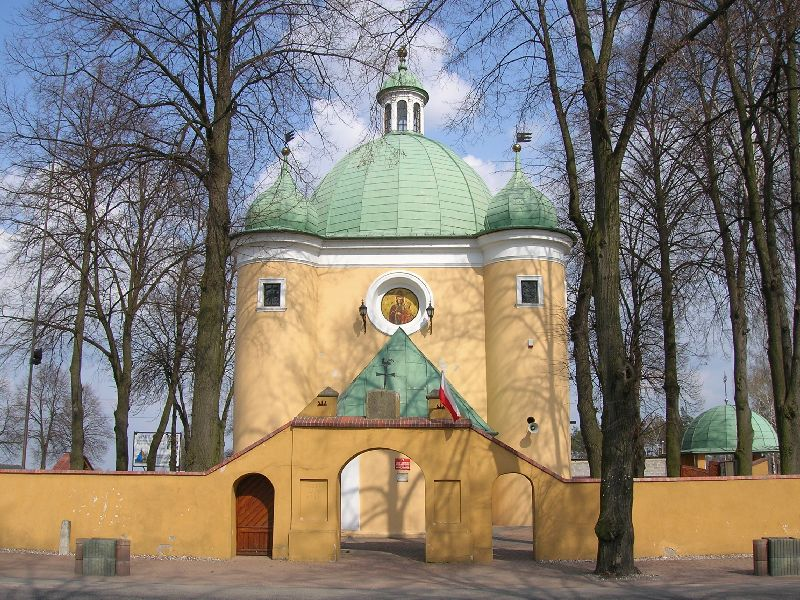
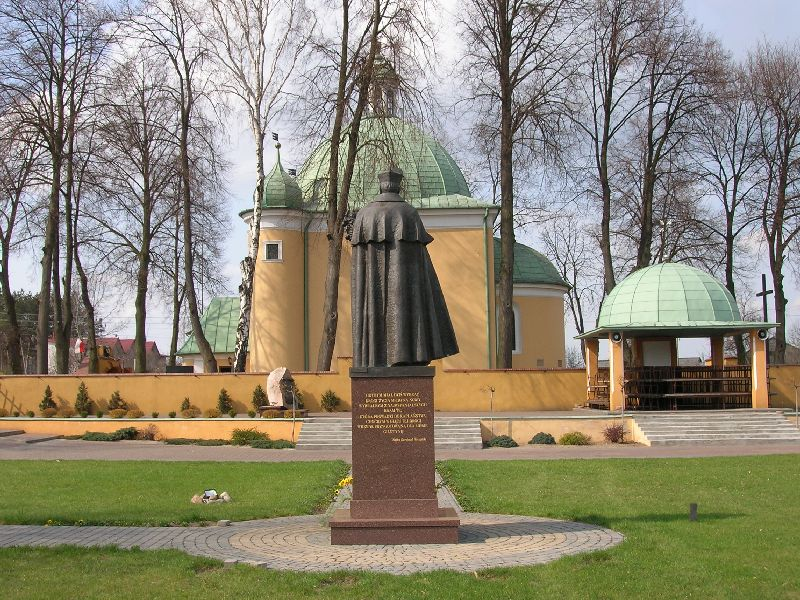
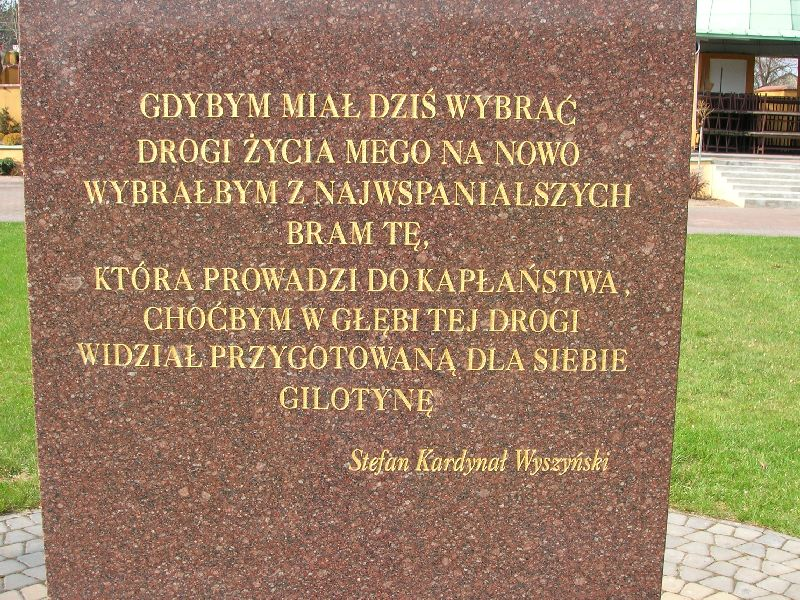
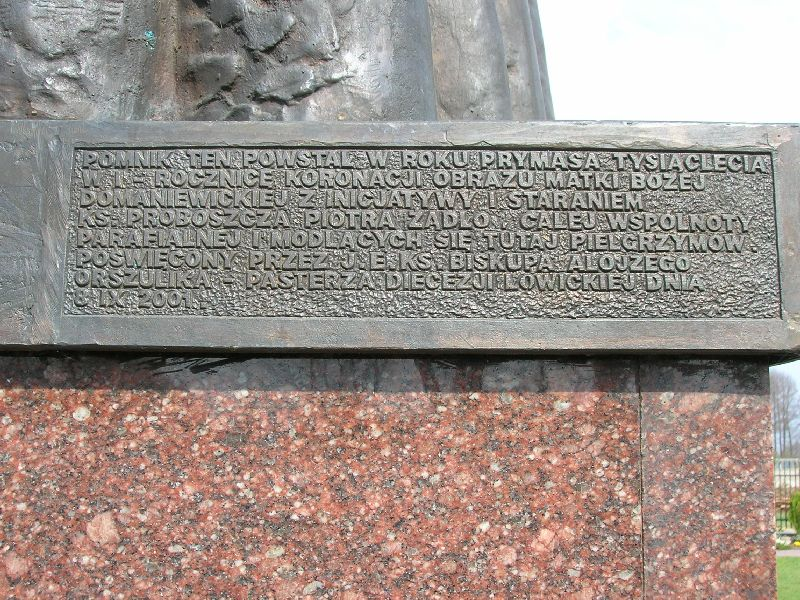